# Narceolaelaps
Narceolaelaps  (лат.) — род клещей (Dermanyssoidea) семейства Laelapidae из отряда Mesostigmata.
4 вида. Северная Америка, США. Обнаружены на многоножках (Myriapoda) из класса Двупарноногие (Diplopoda).
- Narceolaelaps americanus Kethley, 1978
- Narceolaelaps annularis J. B. Kethley, 1978 — Северная Каролина
- Narceolaelaps burdicki Kethley, 1978 — Калифорния
- Narceolaelaps gordanus Kethley, 1978 — Флорида